# Where You Stand
Where You Stand to siódmy album studyjny szkockiego zespołu rockowego Travis, który ukazał się 19 sierpnia 2013.
Płyta promowana była przez trzy single: "Where You Stand", który ukazał się 30 kwietnia 2013 roku, "Moving", którego premiera miała miejsce 1 lipca oraz "Mother", który ukazał się 4 listopada.

## Lista utworów
1. Mother - 3:58
2. Moving - 4:32
3. Reminder - 3:21
4. Where You Stand - 3:40
5. Warning Sign - 3:51
6. Another Guy - 3:41
7. A Different Room - 3:58
8. New Shoes - 3:33
9. On My Wall - 2:52
10. Boxes - 4:22
11. The Big Screen - 4:15